# 강아정
강아정(姜娥晶, 1989년 7월 25일 ~)은 대한민국의 전 농구 선수로, 포지션은 스몰 포워드이다. 현재 한국여자프로농구(WKBL)의 부산 BNK 썸에서 뛰고 있다가 2021-22 시즌 종료 후 은퇴를 선언하였다.

## 경력
2007년 10월에 열린 2008 WKBL 신입선수 선발회에서 1라운드 전체 1순위로 천안 KB 세이버스에 지명되었다.
2020-21 시즌 종료 후 FA 자격을 얻어 2021년 4월 21일 부산 BNK 썸과 3년 계약을 체결하며 데뷔 후 14년간 소속했던 팀을 떠나 처음으로 팀을 옮기게 되었다.
그러나 부상으로 이적 1시즌 만에 현역 은퇴를 선언했다.

## 소속팀
- 청주 KB 스타즈 (2007-2021)
- 부산 BNK 썸 (2021-2022)

## 학력
- 대신초등학교
- 동주여자중학교
- 동주여자고등학교

## 수상
- WKBL 자유투상: 2021
- WKBL 3득점상: 2016
- WKBL 스틸상: 2016
- WKBL 미디어 스타상: 2016
- 2× WKBL 올스타전 MVP: 2015, 2017